# Obdukcja
Obdukcja lekarska (łac. obductio, obductionis, f – zasłanie; przykrycie; okrycie; strapienie) – zaświadczenie ze specjalistycznego badania lekarskiego, w którym lekarz opisuje stwierdzone obrażenia ciała, a często podaje też prawdopodobną przyczynę tychże obrażeń. Podstawowym celem obdukcji lekarskiej jest potwierdzenie doznanych przez pokrzywdzonego obrażeń oraz prawna ocena czasu naruszania czynności narządów ciała. Wydawana jest najczęściej na piśmie.
Obdukcję co do zasady może wykonać każdy lekarz. Jednakże takie badanie może zostać powtórzone, gdyż dowód w sądzie stanowić może tylko opinia wydana przez powołanego do tego biegłego, którym może być jedynie lekarz medycyny sądowej wpisany na listę biegłych prowadzoną przez Prezesa właściwego Sądu Okręgowego. Obdukcja lekarska jest zazwyczaj płatna, brak jest refundacji z NFZ. Jest fragmentem dokumentacji medycznej (lekarskiej).
Obdukcja lekarza medycyny sądowej (opinia biegłego sądowego) powinna zawierać następujące elementy:
- imię i nazwisko oraz stopień i tytuł naukowy, specjalność i stanowisko zawodowe biegłego
- dane innych osób, które brały udział w wydawaniu opinii, ze wskazaniem na czynności, które wykonywały
- jeżeli opinię wydaje instytucja – pełną nazwę instytucji
- czas przeprowadzonych badań i datę wydania opinii
- sprawozdanie z przeprowadzonych czynności, spostrzeżenia i wnioski
- podpis lekarza